# ويليام بي. ألين (سياسي)
ويليام بي. ألين هو سياسي أمريكي، ولد في 21 يوليو 1818، وتوفي في 1 سبتمبر 1901. انتخب عضو جمعية ولاية ويسكونسن ‏.